# FSV Saxonia Tangermünde
FSV Saxonia Tangermünde is een Duitse voetbalclub uit Tangermünde, Saksen-Anhalt. De club speelde voor 1933 op het hoogste niveau.

## Geschiedenis
De club werd in 1907 opgericht als 1. FC Saxonia 07. Saxonia was aangesloten bij de Midden-Duitse voetbalbond en speelde vanaf 1923 in de competitie van Altmark, een van de vele hoogste klassen van de bond. In 1927/28 doorbrak de club de hegemonie van Viktoria Stendal en werd kampioen. Hierdoor plaatste de club zich voor de Midden-Duitse eindronde, waarin ze meteen verloren van MFC Cricket-Viktoria. Na de invoering van de Gauliga als hoogste klasse in 1933 speelde de club niet meer op het hoogste niveau en werd zelfs naar de derde klasse gezet. De club kon meteen promotie afdwingen. Na twee plaatsen in de subtop werden ze in 1937 kampioen, echter kon de promotie niet afgedwongen worden via de eindronde. Ook de volgende twee seizoenen eindigde de club in de subtop. In 1939 trok de club zich terug uit de competitie na het uitbreken van de Tweede Wereldoorlog. 
Na de Tweede Wereldoorlog werden alle Duitse voetbalclubs opgeheven. De club werd heropgericht als SG Tangermünde. In 1951 werd de naam gewijzigd in SG Roter Adler Tangermünde en nog datzelfde jaar in BSG Empor Tangermünde. In 1964 promoveerde de club naar de Bezirksliga Magdeburg, de derde klasse. De club pendelde enkele jaren tussen derde en vierde en werd vanaf 1975 een vaste waarde in de Bezirksliga. In 1983 werd de club kampioen en promoveerde zo naar de DDR-Liga. Na één seizoen moest de club weer een stap terugzetten en in 1989 degradeerde de club nog verder.
Na de Duitse hereniging werd opnieuw de historische naam aangenomen en de club ging in de Verbandsliga Sachsen-Anhalt spelen. In 1994 werd de club vicekampioen achter VfL Halle 1896 en miste zo net de promotie naar de Oberliga. In 1999 degradeerde de club en pendelt sindsdien tussen de Landesliga en Landesklasse.

## Erelijst
Kampioen Altmark
1928